# 荒牧伸志
荒牧伸志（あらまき しんじ、1960年10月2日— ）、日本動畫機械設定、導演，福岡縣出身。

## 生平
荒牧伸志畢業於福岡県立福岡高等学校、岡山大学。目前於SOLA DIGITAL ARTS擔任（Chief Creative Officer）。
從初中時代到高中時代受到宇宙戰艦大和號、機動戰士鋼彈、星際大戰四部曲：曙光乍現的作品世界影響。
岡山大學時代為漫畫俱樂部所屬。漫畫俱樂部時代的代表作品有自主製作動畫片『月球罷工架Artemis』。

## 作品

### 導演
- Metal Skin Panic MADOX-01 （1988年）
- 無限地帶23 PART III （1989年）
- 泡泡糖危機 （1991年）
- 餓沙羅鬼 （1998年 - 1999年）
- APPLESEED （2004年）
- EX MACHINA （2007年）
- VIPER'S CREED （2009年）
- Halo Legends （2010年）
- 星艦戰將：侵略者 （2012年）
- 宇宙海賊哈洛克 （2013年）[4]
- Appleseed Alpha （2014年）
- 日本動畫見本市 『evangelion:Another Impact（Confidential）』 （2015年）
- 星河戰隊5（2017年）
- ULTRAMAN（2019年）

### 設計

#### 機械設計
- 太空戰神 （1983年 - 1984年）
- 神龍特攻隊 （1985年 - 1986年）
- 無限地帶23 PART I （1985年）
- 無限地帶23 PART II （1986年）
- Wanna-Be's （1986年）
- 戰鬥吧！！伊庫薩1 ACT.II （1986年）
- 戰鬥吧！！伊庫薩1 ACT.III 完結編 （1987年）
- 青色杜馬 （1989年）
- 戰國武將列傳 爆風童子 （1990年）
- 間之楔 Vol.2 （1994年）
- 餓沙羅鬼 （1998年）
- 超激力戰鬥車 （2001年 - 2003年）
- 狼雨 （2003年）
- 原子小金剛 （2003年 - 2004年）[5]
- 火影忍者劇場版：大活劇！雪姬忍法帖！！ （2004年）
- 機動戰士鋼彈 MS IGLOO （2004年 - 2006年）
- Project BLUE 地球SOS （2006年）
- REIDEEN （2007年）
- 大江戶火箭 （2007年）[6]
- 機神大戰 （2007年）
- 鋼之鍊金術師 嘆息之丘的聖星 （2011年）
- 009 RE:CYBORG （2012年）
- 科學小飛俠 （2013年）
- 地球隊長 （2014年）

#### 產品設計
- 泡泡糖危機 （1987年 - 1991年）
- 虛界之魔獸 （1993年）
- 鋼之鍊金術師 （2003年 - 2004年）
- 劇場版 鋼之鍊金術師 香巴拉的征服者 （2005年）

#### 設計工作
- 超能奇兵 （2001年）
- 禁獵魔女 （2002年）
- 虐殺器官 （2017年）[7]

#### 概念設計
- SOUL EATER （2008年 - 2009年）
- STAR DRIVER 閃亮的塔科特 （2010年 - 2011年）
- STAR DRIVER 劇場版 （2013年）
- 積木戰士（2013年）